# Kantonsspital Münsterlingen
Das Kantonsspital Münsterlingen bildet mit dem Kantonsspital Frauenfeld, der Klinik St. Katharinental und den Psychiatrischen Diensten Thurgau die Spital Thurgau AG. Diese nimmt bezüglich der Anzahl der jährlich versorgten Patienten in der Schweiz den 12. Rang ein. Das Kantonsspital Münsterlingen hat seinen Ursprung im Kloster Münsterlingen, welches 986 gegründet wurde. Es stellt neben der akut-medizinischen Grundversorgung auch spezialisierte Behandlungen für die Patienten der Bodenseeregion bereit.

## Leistungsauftrag und medizinisches Angebot
Für das Kantonsspital mit einem Leistungsauftrag des Kantons Thurgau umfasst das Dienstleistungsangebot neben der Grundversorgung für die Bevölkerung des Kantons Thurgau auch die überregionale medizinische Versorgung, die Unterstützung bei medizinischen Notfällen sowie die Förderung der Aus-, Weiter- und Fortbildung in den Berufen des Gesundheitswesens.

### Medizinische Versorgung
Das Kantonsspital Münsterlingen bietet eine breite Grundversorgung unter einem Dach an. Dabei ist das Krankenhaus rund um die Uhr zugänglich. Dieses Angebot beinhaltet neben der Notaufnahme MRI- und Röntgenabteilung, Notfall-Operationssäle und umfangreiche Intensivstationen mit entsprechender Besetzung an Ärzten und Pflegepersonal. Damit ist das Kantonsspital Münsterlingen die Anlaufstelle für schwere und komplexe Krankheitsfälle und Unfälle der Region. Auf der interdisziplinären Notfallstation des Kantonsspitals Münsterlingen finden pro Jahr mehr als 14 000 Patientenkontakte statt.
Die medizinischen Fachgebiete des Kantonsspitals Münsterlingen sind Infektiologie, Neurologie, Orthopädie, Traumatologie, Radiologie, Plastische Chirurgie, Handchirurgie, Pneumologie, Gynäkologie, Urologie, Kardiologie, Pathologie, Pädiatrie, Anästhesie, Intensivmedizin und Endokrinologie/Diabetologie sowie weitere. Die Abteilungen Physio- und Ergotherapie, Rettungsdienst und Geburtshilfe ergänzen das Behandlungsangebot.

## Spitalorganisation
Das Kantonsspital Münsterlingen ist Teil der Spital Thurgau AG. Diese beinhaltet ausserdem das Kantonsspital Frauenfeld, die Klinik St. Katharinental und die psychiatrischen Dienste Thurgau.

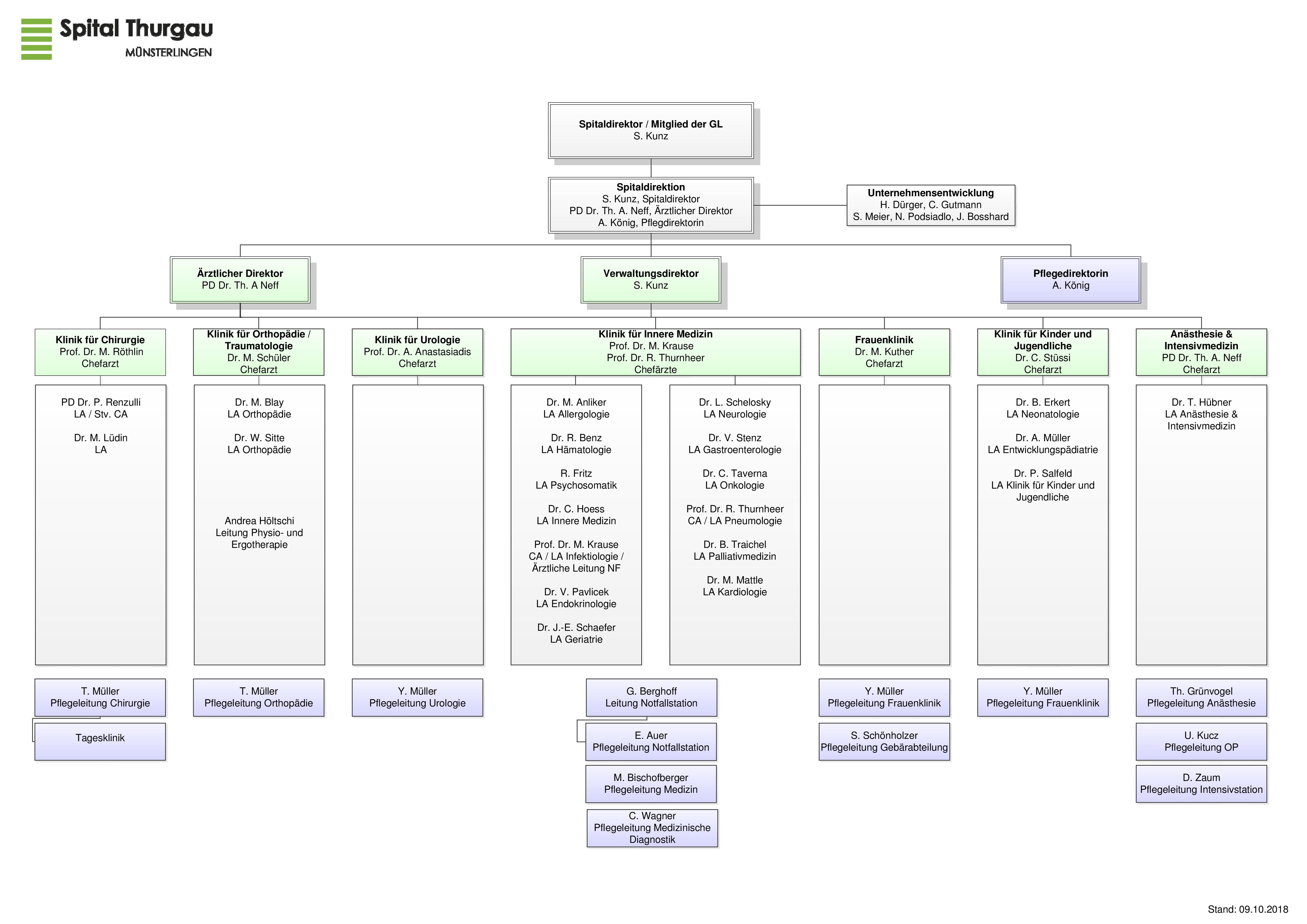
Detailliertes Organigramm des Kantonsspital Münsterlingen

Die Spital Thurgau AG wird von Rolf Zehnder geleitet. Die Spital Thurgau AG ist geführt wie ein Privatspital, übernimmt aber auch sämtliche Aufgaben und Verantwortungen der öffentlichen Versorgung im Spital, wie auch mehr und mehr in der Notfallversorgung.

## Geschichte
Der Kanton Thurgau hat die Kranken- und Irrenanstalt Münsterlingen im Jahr 1840 eröffnet.

### Vom Kloster zum Kantonsspital

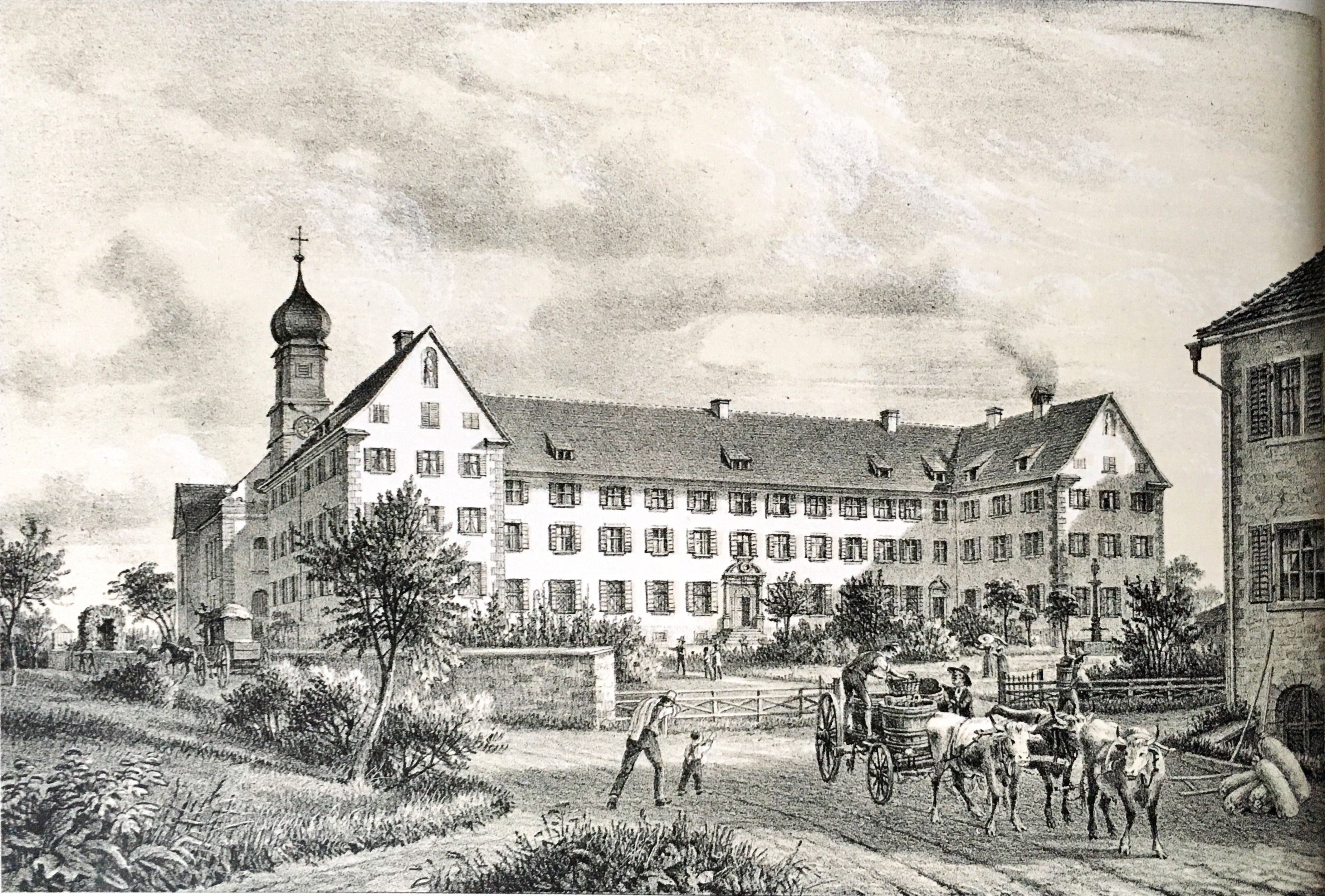
Das neue Kloster Münsterlingen, Mitte des 19. Jahrhunderts

Schon im früheren Benediktinerinnenkloster (gegründet 986) wurde Menschen in Not geholfen. Dieses Gotteshaus wurde Monasteriolum, später Münsterlingen genannt. Kurze Zeit zuvor, bei der Verlegung des Kranken- und Armenhospizes aus der Stadt Konstanz, war ein Augustinerkloster in Kreuzlingen gegründet worden. In der Zeit von 986 bis 1000 wurden Ordensschwestern für die Krankenpflege aus dem Augustinerkloster ins Monasteriolum übersiedelt und blieben weiterhin der Augustinerregel unterstellt. Seither werden in Münsterlingen Kranke gepflegt und betreut.
Unter der Führung des Bischofs von Konstanz wurde Ende des 11. Jahrhunderts ein Hospiz in das Kloster Münsterlingen verlegt. 
Der heutige barocke Klosterkomplex stammt aus dem 18. Jahrhundert und wurde damals komplett neugebaut und 1716 fertiggestellt. Der damalige Konvent war zu klein für eine gemeinnützige Aufgabe in dem neuerbauten vergrösserten Gebäude. Zudem traten nach der französischen Revolution ökonomische Schwierigkeiten auf. 1839–1840 errichtete der Kanton Thurgau aufgrund der rasanten medizinischen Entwicklung in Münsterlingen eine kombinierte Klinik für Kranke und Geisteskranke. Das Kantonsspital Münsterlingen wurde von einer bildungsbürgerlichen Schicht gegründet und geleitet. Die Kantonalkrankenanstalt wurde am 15. Juni 1840 eröffnet, die sog. Irrenanstalt schon im Jahr 1839. 1848 wurde im reformierten Kanton das katholische Kloster aufgelöst.

### Entwicklung des Kantonsspitals
Noch am Tag der Eröffnung des Kantonsspitals Münsterlingen 1840 wurden 8 Patienten vor Ort betreut. Ende des 19. Jahrhunderts wurden ein Röntgenkabinett und ein neuer Operationstrakt eingerichtet, wodurch sich das Krankenhaus von einem Versorgungshaus zu einer chirurgischen Klinik entwickelte. Im Jahr 1963 wurde die Erweiterung der Spitalbauten vom Thurgauer Stimmvolk angenommen. Daraufhin wurde 1972 das Spital durch einen grossen Neubau erweitert. Die eigene Orthopädie wurde 1997 gebaut. In den vergangenen Jahren wurde das Krankenhaus fortlaufend modernisiert. Heutzutage bildet das Kantonsspital Münsterlingen zusammen mit fünf anderen Betrieben den Spitalcampus Münsterlingen.
| 1932 | Chirurgie                                                    |
| 1934 | Geburtshilfe/Gynäkologie                                     |
| 1936 | Radiologie                                                   |
| 1937 | Innere Medizin                                               |
| 1948 | Anästhesie                                                   |
| 1951 | Apotheke                                                     |
| 1955 | Pädiatrie                                                    |
| 1963 | Urologie                                                     |
| 1965 | Wachstation                                                  |
| 1972 | Pathologie, Thurgauische Schule für praktische Krankenpflege |

### Chronologie
- 986: Gründung des Klosters Münsterlingen zur Pflege von Kranken an der südlichen Uferseite des Bodensees[2]
- 1709–1716: Neubau des Klosters am heutigen Standort[2]
- 1840: Gründung des ersten Thurgauischen Kantonsspitals im ehem. Benediktinerinnen-Kloster; zahlreiche Um- und Anbauten sowie Modernisierungen im alten Klostertrakt[2]
- 1848: Auflösung des Klosters
- 1963: Annahme der Spitalvorlage durch das Thurgauer Volk zur Erweiterung der Spitalbauten[2]
- 1972: Fertigstellung der Erweiterung[3]
- 1974: Bezug des renovierten Klostertraktes, Modernisierung der Patientenzimmer und Erneuerung der medizinischen Anlagen[3]
- 1998: Erweiterung Innenhofausbau[3]
- 2015: Neubau Osttrakt (Bauprojekt KSM 3i) mit der Operationsabteilung, der Intensivstation, den chirurgischen Ambulatorien und der zentralen Sterilgutversorgung[13]
- 2018: Neubau der Pathologie (PathoE3)[13]